# 鄭珉台
鄭 珉台（チョン・ミンテ、ハングル：정민태、1970年3月1日 - ）は、大韓民国の仁川広域市出身の元プロ野球選手（投手）。右投げ右打ち。

## 経歴

### アマチュア時代
漢陽大学校時代は韓国代表チームの右のエースとして、1990年アジア競技大会など数々の国際大会で活躍した。

### 太平洋・第一次現代時代
1991年シーズンオフ、地域優先ドラフト（1次ドラフト）で太平洋ドルフィンズの指名を受け、エース候補の期待を背負いながら入団。しかし、入団前兵役逃れを試みたことが発覚して逮捕された。釈放はされたが、大事なキャンプの時期を拘置所で送ったことでトレーニング不足の状態で開幕を迎える。明らかに調整不足であったにもオープン戦から登板を強行したが、肘を痛めてリタイア。この肘の負傷が原因でプロ入り後最初の2シーズンは不本意な成績で終わる。
1994年、8勝を挙げて、ようやく先発ローテーションに定着。しかし、打線の援護不足で二桁勝利には至らず。
チームが現代に売却された1996年に15勝を挙げ、チームの韓国シリーズ進出に貢献。入団5年目で初めて二桁勝利を挙げると同時に入団当時に期待されていたエースとしての力量を発揮し始める。
それからは5年連続二桁勝利と200投球イニングを超える大車輪の活躍で韓国を代表する右腕としてチームを牽引し、1998年、2000年の韓国シリーズ優勝に貢献した。
1999年は20勝投手にもなる。シーズン20勝はその後2007年に斗山ベアーズのダニエル・リオスが22勝を挙げるまで出なかった。20勝を挙げた1999年シーズンオフに日本進出を試みたが、海外リーグへ進出できる資格を得るに1年足りず、優勝を逃した現代球団の反対で頓挫。

### 読売時代
2000年、海外リーグ進出資格を獲得して、韓国シリーズ優勝の後、再び日本進出を訴えた。球団の了承を得て、2000年オフに読売ジャイアンツに移籍。
日本入りの際、デザイナーのアンドレ・キムがデザインした奇抜な衣装を着て空港に降り立ったため、日本報道陣の注目を集めた。入団当時、既に趙成珉と鄭珉哲の2人が在籍しており、自身の加入により韓国人投手3人となった。韓国人の投手だけでも一軍の投手枠を超えてしまい、韓国人投手同士の削り合いの競争が不可避になったため、両者は彼の入団を快く思わなかったという。
移籍1年目の2001年は足の故障で活躍できず、翌2002年もリリーフのみの登板にとどまり、期待された結果を残せないまま退団した。

### 第二次現代時代
2003年、古巣現代ユニコーンズに復帰。いきなり17勝を挙げて最多勝を獲得するも翌年以降は調子を落とし、2005年から現役を引退した2008年まで4年連続で勝ち星なしが続いた。
アマチュア時代は韓国代表チームのエースとして活躍したが、プロに入ってからは国際試合ではこれと言った活躍は見せなかった。2000年、韓国代表の先発としてシドニー五輪グループリーグの日本戦に登板し、沖原佳典に先頭打者本塁打を浴びた後、中村紀洋の打球を足に受け降板した。2003年のアテネ五輪予選では台湾戦に先発登板し、不安定な投球内容で4回2失点で降板しチームを勝利に導けなかった。
2008年に現代ユニコーンズの解散の後、ウリ・ヒーローズと契約交渉をしたが、70%超の削減幅の提示を呑めず、自由契約選手として放出を要求。2008年3月3日にウリ側がこれを了承して、自由契約選手として公示された。このため、彼は、ウリ･ヒーローズに所属されることなくチームを去ることになった。

### 起亜時代
退団後にはSKワイバーンズと起亜タイガースが獲得に名乗り出て、既に強力な投手陣が確立しているSKより、前年最下位で登板チャンスがあると見られる起亜タイガースとウリ側の提示額と大差ない年俸7000万ウォンで契約した。
だが、一軍では1試合しか登板できずほとんど二軍暮らしで、2008年7月に中継ぎでの一軍昇格を打診されたが後輩の機会を奪うことになり迷惑がかかると述べて突如現役引退を表明。

### 引退後
同年10月、現代で監督を務めた金始眞がヒーローズの新監督に就任したことにより、ソウル・ヒーローズ（2010年よりネクセン・ヒーローズ）の投手コーチに就任し、指導者の道を歩み始めた。
なお、現代での実績を称え、シーズン中の2009年8月、現役引退表明から1年以上経ってソウルの手によって引退セレモニーが本拠地・木洞野球場で行われた。
2012年シーズン終了後、ネクセンの投手コーチを退任。
2013年よりロッテ・ジャイアンツの投手コーチに転任。
2015年よりハンファ・イーグルスの二軍投手コーチになった。
2016年4月13日より一軍、2017年6月14日より三軍（育成軍）に配置転換。
2017年12月よりハンファの二軍投手コーチに再任。
2019年10月よりハンファの一軍投手コーチとなったが、2020年6月、再びハンファの三軍に配置転換し同年限りで退団。
2023年はSPOTVの解説を務め、2024年よりサムスン・ライオンズのコーチとなる。

## 詳細情報

### 年度別投手成績
| 年 度     | 球 団       | 登 板 | 先 発 | 完 投 | 完 封 | 無 四 球 | 勝 利 | 敗 戦 | セ 丨 ブ | ホ 丨 ル ド | 勝 率 | 打 者 | 投 球 回 | 被 安 打 | 被 本 塁 打 | 与 四 球 | 敬 遠 | 与 死 球 | 奪 三 振 | 暴 投 | ボ 丨 ク | 失 点 | 自 責 点 | 防 御 率 | W H I P |
| --------- | ----------- | ----- | ----- | ----- | ----- | -------- | ----- | ----- | -------- | ----------- | ----- | ----- | -------- | -------- | ----------- | -------- | ----- | -------- | -------- | ----- | -------- | ----- | -------- | -------- | ------- |
| 1992      | 太平洋 現代 | 7     | 2     | 0     | 0     | 0        | 1     | 3     | 0        | --          | .250  | 110   | 26.0     | 21       | 3           | 13       | 0     | 0        | 21       | 1     | 0        | 13    | 11       | 3.81     | 1.31    |
| 1993      | 太平洋 現代 | 5     | 0     | 0     | 0     | 0        | 0     | 0     | 0        | --          | ----  | 41    | 9.1      | 11       | 0           | 4        | 0     | 0        | 7        | 0     | 0        | 7     | 7        | 6.75     | 1.61    |
| 1994      | 太平洋 現代 | 25    | 25    | 5     | 0     | 0        | 8     | 9     | 0        | --          | .471  | 619   | 145.1    | 159      | 7           | 38       | 0     | 2        | 91       | 5     | 0        | 66    | 60       | 3.72     | 1.36    |
| 1995      | 太平洋 現代 | 28    | 28    | 8     | 3     | 0        | 8     | 14    | 0        | --          | .364  | 796   | 188.0    | 187      | 8           | 58       | 3     | 4        | 115      | 7     | 0        | 92    | 77       | 3.69     | 1.30    |
| 1996      | 太平洋 現代 | 30    | 29    | 4     | 2     | 0        | 15    | 9     | 0        | --          | .625  | 834   | 210.1    | 180      | 15          | 45       | 4     | 3        | 127      | 4     | 1        | 67    | 57       | 2.44     | 1.07    |
| 1997      | 太平洋 現代 | 31    | 31    | 8     | 1     | 0        | 13    | 13    | 0        | --          | .500  | 886   | 219.0    | 189      | 15          | 51       | 2     | 7        | 159      | 3     | 1        | 97    | 81       | 3.33     | 1.10    |
| 1998      | 太平洋 現代 | 28    | 28    | 5     | 2     | 0        | 17    | 9     | 0        | --          | .654  | 825   | 200.2    | 184      | 18          | 49       | 1     | 2        | 159      | 9     | 0        | 77    | 63       | 2.83     | 1.16    |
| 1999      | 太平洋 現代 | 33    | 29    | 7     | 0     | 0        | 20    | 7     | 3        | --          | .741  | 936   | 230.2    | 208      | 24          | 63       | 3     | 4        | 178      | 5     | 0        | 69    | 65       | 2.54     | 1.17    |
| 2000      | 太平洋 現代 | 29    | 29    | 3     | 1     | 0        | 18    | 6     | 0        | 0           | .750  | 846   | 207.0    | 192      | 21          | 66       | 2     | 1        | 153      | 7     | 0        | 85    | 80       | 3.48     | 1.25    |
| 2001      | 巨人        | 10    | 3     | 0     | 0     | 0        | 2     | 0     | 0        | --          | 1.000 | 81    | 19.0     | 21       | 2           | 3        | 0     | 1        | 14       | 1     | 0        | 13    | 13       | 6.16     | 1.26    |
| 2002      | 巨人        | 17    | 0     | 0     | 0     | 0        | 0     | 1     | 0        | --          | .000  | 89    | 19.2     | 24       | 4           | 7        | 1     | 1        | 14       | 0     | 1        | 14    | 14       | 6.41     | 1.58    |
| 2003      | 現代        | 29    | 29    | 1     | 0     | 0        | 17    | 2     | 0        | 0           | .895  | 741   | 177.0    | 179      | 17          | 42       | 1     | 5        | 122      | 3     | 0        | 76    | 65       | 3.31     | 1.25    |
| 2004      | 現代        | 28    | 28    | 1     | 0     | 0        | 7     | 14    | 0        | 0           | .333  | 721   | 165.2    | 193      | 21          | 42       | 0     | 8        | 123      | 9     | 0        | 109   | 92       | 5.00     | 1.42    |
| 2005      | 現代        | 8     | 5     | 0     | 0     | 0        | 0     | 3     | 0        | 0           | .000  | 120   | 26.2     | 34       | 2           | 6        | 0     | 1        | 13       | 1     | 0        | 19    | 14       | 4.73     | 1.50    |
| 2006      | 現代        | 1     | 0     | 0     | 0     | 0        | 0     | 0     | 0        | 0           | ----  | 9     | 2.0      | 2        | 1           | 1        | 0     | 0        | 1        | 0     | 0        | 1     | 1        | 4.50     | 1.50    |
| 2007      | 現代        | 7     | 6     | 0     | 0     | 0        | 0     | 6     | 0        | 0           | .000  | 103   | 19.2     | 35       | 5           | 11       | 1     | 1        | 6        | 1     | 0        | 29    | 28       | 12.81    | 2.34    |
| 2008      | 起亜        | 1     | 1     | 0     | 0     | 0        | 0     | 1     | 0        | 0           | .000  | 19    | 3.2      | 5        | 1           | 2        | 0     | 1        | 3        | 0     | 0        | 6     | 6        | 14.73    | 1.91    |
| KBO：15年 | KBO：15年   | 290   | 270   | 42    | 9     | 0        | 124   | 96    | 3        | 0           | .564  | 7606  | 1831.0   | 1779     | 158         | 491      | 17    | 39       | 1278     | 55    | 2        | 813   | 707      | 3.48     | 1.24    |
| NPB：2年  | NPB：2年    | 27    | 3     | 0     | 0     | 0        | 2     | 1     | 0        | --          | .667  | 170   | 38.2     | 45       | 6           | 10       | 1     | 2        | 28       | 1     | 1        | 27    | 27       | 6.28     | 1.42    |

- 各年度の太字はリーグ最高
- 太平洋（太平洋ドルフィンズ）は、1996年に現代（現代ユニコーンズ）に球団名を変更

### タイトル
KBO
- 最多勝：3回 （1999年、2000年、2003年）

### 表彰
KBO
- 韓国シリーズMVP：2回 （1998年、2003年）
- ゴールデングラブ賞：3回 （1998年、1999年、2003年）

### 記録
NPB
- 初登板・初先発：2001年8月12日、対ヤクルトスワローズ22回戦（東京ドーム）、3回4失点
- 初奪三振：同上、1回表に真中満から
- 初勝利：2001年9月16日、対中日ドラゴンズ28回戦（ナゴヤドーム）、5回裏に3番手として救援登板、2回無失点

### 背番号
- 20 （1992年 - 2000年、2003年 - 2007年）
- 51 （2001年 - 2002年）
- 64 （2008年）
- 77 （2009年 - 2012年）
- 74 （2013年 - 2014年）
- 76 （2015年 - 2020年）
- 79 （2024年 - ）